# فولفو ايرو
فولفو ايرو (بالإنجليزية: Volvo Aero) شركة سويدية، تعمل في مجال تطوير وتصنيع مكونات الطائرات والصواريخ والمحركات ذات تكنولوجيا عالية ومتقدمة، وذلك بالتعاون مع أكبر مصنعي المحركات في العالم.

## روابط خارجية
- Volvo Aero homepage الموقع الرسمي لشركة فولفو ايرو